# Bamenquan
Il Pugilato delle Otto Porte (八门拳S,  bāménquánP,   Pa Men Ch’uan W) è uno stile di arti marziali cinesi  caratteristico dell'Ovest del paese.

## La Storia
Sulla rivista Boji si racconta abbia avuto origine durante l'epoca dell'immperatore Jiaqing della Dinastia Qing dall'unione di otto tecniche. Infatti questo stile sarebbe stato creato seguendo l’Immagine degli Otto Schieramenti Strategici (八陣圖T, 八阵图S,  bāzhèntú P,   Pa Chen T’u W) di Zhuge Liang  all'epoca dei Tre Regni.
Esso sarebbe stato creato e trasmesso da Chang Baba (常巴巴). Per Ma Mingda Baba è il soprannome di Chang Yanshan 常燕山 un Musulmano del Gansu che praticava wushu. Secondo Wang Wenyuan Chang Yanshan insegnò lo stile in Lanzhou in particolare a Li Wenxi 李文喜.
Secondo Hao Xinlian tale stile è diffuso nelle province di Ningxia, Xinjiang, Gansu e Qinghai.
Per la voce Bamenquan dell'enciclopedia telematica dell'Istituto Confucio le figure più rappresentative dello stile sono state Li Wenxi 李文喜, Zheng Jiang 郑江, Wang Decheng王德成, Yao Zike 鹞子客（il vero nome è sconosciuto），Yezhu Daye 野猪大爷（il vero nome è sconosciuto）, Long Siye 龙四爷（il vero nome è sconosciuto）, Chen Laoba 陈老八, Yu Haiyuan 俞海源, Cao Ziyu 曹子玉, Xu Hongliang 许宏亮, e altri.

### Bamenquan e Bajiquan
Negli Annali di Cangxian si racconta che Wu Song fu il fondatore del Bamenquan del Nord. Notoriamente invece Wu Song è il Primo Antenato del Bājíquán e lo stesso articolo che riporta la citazione degli Annali afferma che probabilmente si è trattato di un errore nella redazione degli annali stessi, per cui si è scritto Bamenquan invece di Baji Men Quan. Curiosamente dobbiamo rilevare che sia il Pugilato delle Otto Porte che il Pugilato degli Otto Estremi provengono da praticanti di etnia musulmana.

## Le Otto Porte
Il nome è dovuto al fatto che, per combattere, lo stile utilizza Otto Porte:
- Corpo (體T, 体S,  tǐ P,   T’i W),
- Vita (生T, 生S,  shēng P,   sheng W),
- Ostacolare (傷T, 伤S, shāng P,   shangW),
- Morire (死T, 死S,  sǐ P,   si W),
- Sorpresa (驚T, 惊S,  jīng P,   ching W),
- Fermare (杜T, 杜S,  dù P,  tu W),
- Situazione (景T, 景S,  jǐng P,   ching W),
- Aprire (開T, 开S,  kāi P,   kai W).

Qi Wanqiang riferisce che il più antico documento in cui è riscontrabile la definizione di Otto Porte è contenuta nel Tai Bai Yin Jing 太白阴经.

## Sequenze
Shao keyong e Pan Yingjie hanno elencato una serie di sequenze del Bamenquan.
Gli elenchi che seguono sono la sintesi della voce dell'enciclopedia di Baidu, della voce dell'enciclopedia dell'Istituto Confucio e di altri articoli, quali quello scritto da Kong Desheng. Tutti i nomi sono riscontrabili nel Wushu Daquan.

### A mano nuda
- Pugilato Lacerante (撕拳T, 撕拳S,  sīquán P,   si ch’uan W)[14],
- Pugilato Cannone (炮拳T, 炮拳S,  pàoquán P,   pao ch’uan W),
- Colpi dei Nove Anelli (九環捶T, 九环捶S,  jiǔhuánchuí P,   chiu huan ch’ui W),
- Chiudere le mani in Otto Lampi (封手八快T, 封手八快S,  fēngshǒubākuài P,  feng shou pa k’uai W),
- Colpire di Sorpresa le Otto Porte (八門驚捶T, 八门惊捶S,  bāménjīngchuí P,  p amen ching ch’ui W),
- Bamen Tongbeiquan (八门通背拳[15]),
- Madre che Conquista (破母T, 破母S,  pòmǔ P,  p’o mu W),
- Piccolo Madre Figlio (小母子T, 小母子S,  xiǎomǔzǐ P,  hsiao mu chi  W),
- Dieci Figli Uniti (十連子T, 十连子S,  shíliánzǐ P,  shi lian chi  W),
- Dieci Affondi dell'Energia (十沉勁T, 十沉劲S,  shíchénjìn P,  shi ch’en chin  W),
- Colpi di Dengzhou (登州捶T, 登州捶S,  dēngzhōuchuí P,  teng chou ch’ui  W),
- Pugilato solitario delle Otto Tigri (八虎單拳T, 八虎单拳S,  bāhǔdānquánP,  pa hu tan ch’uan  W),
- ecc.[16]

### Con armi
- Sciabola del Caos Primordiale (混元刀T, 混元刀S,  hùnyuándāoP,  hun iuan tao  W),
- Lancia della Famiglia Gao (高家槍T, 高家枪S,  gāojiāqiāngP,  cao chia chiang  W),
- Lancia d'Oro (金槍T, 金枪S,  jīnqiāngP,  chin chiang  W),
- Bastone Cannone (炮棍T, 炮棍S,  pàogùnP,  pao kun  W),
- Bastone delle Otto Tigri (八虎棍T, 八虎棍S,  bāhǔgùnP,  pa hu kun  W),
- Bastone che aggomitola la Seta (扭絲棍T, 扭丝棍S,  niǔsīgùnP,  niu si kun  W),
- ecc.

### In coppia
- Pugilato solitario in figure di coppia (對式單拳T, 对式单拳S,  niǔsīgùnP,  tui shi tan ch’uan  W),
- Pugilato ad anello dei passi agiti (行步環拳T, 行步环拳S,  xíngbùhuánquánP,  hsing pu huan ch’uan  W),
- Struttura dei sei passi (六步架子T, 六步架子S,  liùbùjiàzǐP,  liu pu chia tzu  W),
- Composizione di emissione di pugni (攆拳排子T, 撵拳排子S,  niǎnquánpáizǐP,  nian ch'uan p'ai tzu  W),
- ecc.